# دیوید مونترو (بازیکن فوتبال، زاده ۱۹۸۵)
دیوید مونترو (انگلیسی: David Montero؛ زادهٔ ۱۲ مارس ۱۹۸۵) بازیکن فوتبال اهل اسپانیا است.
از باشگاه‌هایی که در آن بازی کرده‌است می‌توان به اشاره کرد.
وی همچنین در تیم‌های ملی فوتبال زیر ۱۸ سال اسپانیا و زیر ۱۹ سال اسپانیا بازی کرده‌است.